# Edgar Meyer
Edgar Meyer (ur. 5 marca 1879 r. w Bonn, zm. 29 lutego 1960 r. w Zurychu) – niemiecki fizyk.

## Życiorys
Urodzony 5 marca 1879 r. w Bonn, w żydowskiej rodzinie (w 1911 r. został ewangelikiem). Studiował fizykę w Monachium i Berlinie, a w 1903 r. doktoryzował się u Emila Warburga. Od 1907 do 1909 r. był u Alfreda Kleinera asystentem na Uniwersytecie w Zurychu, a w 1908 r. uzyskał tam habilitację. W latach 1909–1911 pracował w Akwizgranie u Johannesa Starka, po czym został profesorem nadzwyczajnym na Uniwersytecie w Tybindze. Po wymuszonym przez chorobę odejściu dyrektora Kleinera otrzymał posadę dyrektora Instytutu Fizyki w Zurychu i zajmował je do 1949 r., gdy przeszedł na emeryturę.
Meyer prowadził badania nad naturą promieniowania gamma, zjawiskiem fotoelektrycznym, ultradźwiękami, spektroskopią w ultrafiolecie i świetle widzialnym oraz przepuszczalnością atmosfery ziemskiej dla promieniowania ultrafioletowego Słońca w zakresie między pasmami absorpcji ozonu i tlenu.
Zmarł 29 lutego 1960 r. w Zurychu.